# Fritz Schneider (zbrodniarz)
Fritz Schneider (ur. 1902, zm. ?) – zbrodniarz nazistowski, członek załogi niemieckiego obozu koncentracyjnego Dachau i SS-Obersturmführer.
Członek Waffen-SS. W czasie II wojny światowej (między innymi w latach 1944–1945) pełnił służbę w obozie głównym Dachau.
W procesie członków załogi Dachau (US vs. Wilhelm Kemm i inni), który miał miejsce w dniach 23–24 lipca 1947 przed amerykańskim Trybunałem Wojskowym w Dachau Schneider skazany został początkowo na 10 lat pozbawienia wolności. Uznano go za winnego kierowania w marcu 1945 załadunkiem na ciężarówki transportu więźniów kilku narodowości, podczas którego byli oni bici, a następnie zostali stłoczeni na bardzo małej przestrzeni. Oprócz tego brał on udział w jednej egzekucji jeńców radzieckich i skazał więźniarkę na karę pobytu trzech dni w izolatce. Po rewizji wyroku 23 września 1948 karę zmniejszono do 5 lat więzienia, jako że uznano uprzednio wymierzono karę za zbyt surową.